# آنجلا گودوین
آنجلا گودوین (ایتالیایی: Angela Goodwin؛ ۱ اوت ۱۹۲۵ – ۲۵ مارس ۲۰۱۶) بازیگر اهل ایتالیا بود. وی بین سال‌های ۱۹۷۰ تا ۲۰۱۶ میلادی فعالیت می‌کرد.
از فیلم‌ها یا برنامه‌های تلویزیونی که وی در آن نقش داشته‌است، می‌توان به دوستان من،گذرگاه کاساندرا، پیامدهای عشق، سرنشینان، علفزار، کالبدگشایی، جولیا و جولیا و شفق قطبی اشاره کرد.